# Seem Sogn
Seem Sogn er et sogn i Ribe Domprovsti (Ribe Stift).
I 1800-tallet var Seem Sogn anneks til Ribe Domsogn. Seem Sogn hørte til Ribe Herred i Ribe Amt og var herredets største sogn. Seem sognekommune blev dannet i 1867 og blev ved kommunalreformen i 1970 indlemmet i Ribe Kommune, der ved strukturreformen i 2007 indgik i Esbjerg Kommune.
I Seem Sogn ligger Seem Kirke. I Seem Sogn var forfatteren og politikeren Søren Krarup sognepræst 1965-2005. Hans datter, politikeren Marie Krarup (Dansk Folkeparti) blev født i Seem i 1965.
I sognet findes følgende autoriserede stednavne:
- Falbjerg (areal)
- Favrholt (bebyggelse, ejerlav)
- Favrlund (bebyggelse)
- Gelsbro (bebyggelse)
- Høm (bebyggelse, ejerlav)
- Høm Østermark (bebyggelse)
- Hømlund (bebyggelse)
- Hømvejle (bebyggelse)
- Ildenbanke (areal)
- Munkesø (vandareal)
- Nørbæk (vandareal)
- Seem (bebyggelse, ejerlav)
- Seem Mark (bebyggelse)
- Skallebæk (bebyggelse)
- Snepsgårde (bebyggelse, ejerlav)
- Spillebjerg (areal)
- Stavnager Hede (areal)
- Svanekær (areal)
- Varming (bebyggelse, ejerlav)
- Varming Hede (areal)
- Varminglund (bebyggelse)
- Vesterenge (areal)
- Vesterlund (bebyggelse)